# Síntesis granular
La Síntesis de sonido basada en granos o Síntesis granular es una técnica de producción de sonidos 
que se basa en una concepción del sonido en términos de partículas o cuantos, pequeñas explosiones de energía encapsuladas en una envolvente y agrupadas en conjuntos mayores, cuya organización será determinada por dos métodos principales de distribución temporal: Sincrónico y asincrónico.
El método sincrónico es aquel en que los granos son disparados a frecuencias más o menos regulares para producir sonidos con un periodo de altura particular. Por su parte, el método asincrónico genera aleatoriamente las distancias 
entre los granos para producir una nube sonora (Dodge & Jerse, 262).

## Trasfondo histórico
Las visiones atomistas del sonido provienen de la Grecia clásica, pero la teoría de los cuantos acústicos fue postulada por Dennis Gabor. En esta teoría se reconoce que la percepción auditiva se lleva a cabo en los dominios temporal y de frecuencia simultáneamente. A finales de los años 40 se realizaron los primeros experimentos con granulación de sonidos utilizando banda sonora óptica, para hacer compresión y expansión del tiempo en sonidos grabados.
El término "síntesis granular" se atribuye a Iannis Xenakis, quien en 1960 desarrolló la primera teoría compositiva de los granos sonoros y previamente -en 1959- había compuesto la primera pieza con base en sonidos granulares, 'Analogique A-B'.
Las primeras implementaciones digitales de la técnica granular se deben a Curtis Roads, en 1974, en la Universidad de California en San Diego y en 1981 en MIT; y a Barry Truax, quien desde 1986 aplica extensivamente la técnica en tiempo real con el sistema DMX-1000.
Las investigaciones teóricas más importantes acerca de las distintas técnicas granulares han sido llevadas a cabo por Manuel Rocha Iturbide en su tesis de doctorado "Las técnicas granulares en la síntesis sonora" en Universidad de París VIII Francia 1999, y por Curtis Roads en su libro "Microsound" editado por el MIT en 2001.

## Granos sonoros
La unidad mínima de la síntesis granular es el cuanto sonoro o grano. Estos son fragmentos de sonido muy cortos, cuya longitud oscila entre 5 y 100 milisegundos para evitar que un grano individual pueda producir una respuesta perceptiva de altura en el oyente.
La envolvente de los granos es determinada por una ventana analítica, que puede adoptar varias formas, como curvas gaussianas, ventanas rectangulares, envolventes de tres puntos, etcétera. Las diferencias en la forma de la ventana definen la cantidad de información espectral en el grano.
El generador básico de granos puede representarse como un oscilador que tiene conectado a su control de amplitud un oscilador cuya frecuencia es de 1/duración que funciona como generador de envolventes.

## Organizaciones de alto nivel
La complejidad del sonido granular depende de la cantidad de datos de control que se le dan al generador de granos. La cantidad total de datos es igual a la densidad promedio de granos por segundo multiplicada por el número de parámetros. Al ser el número de datos un número bastante grande, se requieren organizaciones de alto nivel, que definan la manera en la que se comportarán los parámetros que generarán los granos.